# Division 1 1992-93
La División 1 1992-93 fue la 53.ª temporada del fútbol francés profesional. Olympique de Marsella resultó campeón con 55 puntos, pero perdió su título debido a un escándalo de soborno. El segundo, París Saint-Germain, rechazó el título para no ser partícipe de la polémica.

## Equipos participantes
| Equipo                 | Ciudad        | Estadio                 |
| ---------------------- | ------------- | ----------------------- |
| AJ Auxerre             | Auxerre       | L'Abbé-Deschamps        |
| FCG Bordeaux           | Burdeos       | Jacques Chaban-Delmas   |
| SM Caen                | Caen          | De Venoix               |
| Le Havre AC            | El Havre      | Jules Deschaseaux       |
| RC Lens                | Lens          | Félix Bollaert          |
| Lille OSC              | Lille         | Grimonprez Jooris       |
| Olympique de Lyon      | Lyon          | Gerland                 |
| Olympique de Marseille | Marsella      | Vélodrome               |
| FC Metz                | Metz          | Saint-Symphorien        |
| AS Monaco FC           | Mónaco        | Luis II                 |
| Montpellier HSC        | Montpellier   | La Mosson               |
| FC Nantes              | Nantes        | La Beaujoire            |
| Nîmes Olympique        | Nimes         | Des Costières           |
| Paris Saint-Germain    | París         | Parque de los Príncipes |
| AS Saint-Étienne       | Saint-Étienne | Geoffroy-Guichard       |
| FC Sochaux-Montbéliard | Sochaux       | Auguste Bonal           |
| RC Strasbourg          | Estrasburgo   | La Meinau               |
| Sporting Toulon Var    | Tolón         | Bon Rencontre           |
| Toulouse FC            | Toulouse      | Stadium de Toulouse     |
| Valenciennes FC        | Valenciennes  | Nungesser               |

## Tabla de posiciones
| Pos. | Equipo              | Pts. | PJ | G  | E  | P  | GF | GC | Dif. | Clasificación                                  |
| ---- | ------------------- | ---- | -- | -- | -- | -- | -- | -- | ---- | ---------------------------------------------- |
| 1    | Marseille           | 53   | 38 | 22 | 10 | 6  | 71 | 36 | +35  |                                                |
| 2    | Paris Saint-Germain | 51   | 38 | 20 | 11 | 7  | 61 | 29 | +32  | Clasificado a la Recopa de Europa              |
| 3    | Monaco              | 51   | 38 | 21 | 9  | 8  | 56 | 29 | +27  | Clasificado a la Liga de Campeones de la UEFA  |
| 4    | Bordeaux            | 48   | 38 | 18 | 12 | 8  | 42 | 25 | +17  | Clasificado a la Copa de la UEFA               |
| 5    | Nantes              | 45   | 38 | 17 | 11 | 10 | 54 | 39 | +15  | Clasificado a la Copa de la UEFA               |
| 6    | Auxerre             | 43   | 38 | 18 | 7  | 13 | 57 | 44 | +13  | Clasificado a la Copa de la UEFA               |
| 7    | Saint-Étienne       | 43   | 38 | 13 | 17 | 8  | 34 | 26 | +8   |                                                |
| 8    | Strasbourg          | 40   | 38 | 12 | 16 | 10 | 58 | 57 | +1   |                                                |
| 9    | Lens                | 40   | 38 | 12 | 16 | 10 | 36 | 41 | −5   |                                                |
| 10   | Montpellier         | 36   | 38 | 12 | 12 | 14 | 36 | 41 | −5   |                                                |
| 11   | Caen                | 35   | 38 | 13 | 9  | 16 | 55 | 54 | +1   |                                                |
| 12   | Metz                | 35   | 38 | 11 | 13 | 14 | 44 | 45 | −1   |                                                |
| 13   | Toulouse            | 34   | 38 | 9  | 16 | 13 | 36 | 45 | −9   |                                                |
| 14   | Lyon                | 33   | 38 | 9  | 15 | 14 | 40 | 45 | −5   |                                                |
| 15   | Le Havre            | 33   | 38 | 11 | 11 | 16 | 42 | 53 | −11  |                                                |
| 16   | Sochaux-Montbéliard | 32   | 38 | 11 | 10 | 17 | 33 | 50 | −17  |                                                |
| 17   | Lille               | 30   | 38 | 7  | 16 | 15 | 26 | 48 | −22  |                                                |
| 18   | Valenciennes (D)    | 29   | 38 | 9  | 12 | 17 | 42 | 56 | −14  | Acceso a promoción de permanencia              |
| 19   | Toulon (D)          | 25   | 38 | 6  | 13 | 19 | 31 | 57 | −26  | Descenso administrativo a Championnat National |
| 20   | Nîmes (D)           | 22   | 38 | 3  | 16 | 19 | 32 | 66 | −34  | Descenso a Division 2                          |

 Fuente: Footballdatabase.eu
Notas:
1. ↑  Marseille fue despojado de su título de liga y de su lugar en la Liga de Campeones debido a su implicación en un escándalo de corrupción, el equipo también fue sancionado con un punto menos por ese motivo. El club mantuvo su plaza en la liga.
2. ↑  Paris Saint-Germain renunció a ocupar la plaza francesa en la Liga de Campeones, por lo que el club mantuvo su lugar en la siguiente edición de la Recopa de Europa.
3. ↑  El Monaco se clasificó a la Liga de Campeones tras la expulsión del Marseille y la renuncia del Paris Saint-Germain a disputar esa competición, por lo que el equipo monegasco fue el representante francés en el torneo europeo.
4. ↑  Valenciennes fue sancionado con un punto menos por su implicación en el escándalo de corrupción del Marseille.
5. ↑  Toulon sufrió un doble descenso administrativo al Championnat National debido a problemas financieros.

## Resultados
| Local \ Visitante   | AUX | BOR | CAE | HAV | LEN | LIL | LYO | MAR | MET | MOC | MOT | NAT | NIM | PSG | STE | SOC | STR | TON | TOL | VAL |
| ------------------- | --- | --- | --- | --- | --- | --- | --- | --- | --- | --- | --- | --- | --- | --- | --- | --- | --- | --- | --- | --- |
| Auxerre             | —   | 1–0 | 3–2 | 4–1 | 1–1 | 2–0 | 2–1 | 0–2 | 4–0 | 4–1 | 2–0 | 1–1 | 5–2 | 1–2 | 1–0 | 0–3 | 2–0 | 2–1 | 0–0 | 3–2 |
| Bordeaux            | 1–0 | —   | 2–0 | 3–0 | 0–0 | 3–0 | 0–0 | 1–0 | 2–1 | 1–0 | 2–1 | 3–0 | 1–1 | 1–1 | 0–0 | 3–0 | 1–1 | 1–1 | 2–0 | 3–0 |
| Caen                | 2–1 | 1–0 | —   | 3–3 | 0–1 | 4–3 | 3–2 | 2–3 | 0–1 | 1–0 | 2–3 | 1–1 | 2–2 | 0–2 | 0–0 | 2–0 | 3–0 | 2–1 | 4–1 | 3–0 |
| Le Havre            | 0–0 | 0–1 | 2–3 | —   | 0–1 | 1–0 | 2–0 | 1–3 | 2–1 | 0–0 | 1–1 | 2–0 | 2–0 | 1–1 | 0–1 | 0–0 | 3–0 | 2–1 | 3–2 | 0–0 |
| Lens                | 0–3 | 1–2 | 0–3 | 0–0 | —   | 0–0 | 0–3 | 2–2 | 2–0 | 0–0 | 2–0 | 1–0 | 0–0 | 2–1 | 1–1 | 0–0 | 2–0 | 2–1 | 0–2 | 2–1 |
| Lille               | 1–0 | 0–2 | 1–0 | 2–1 | 0–0 | —   | 1–1 | 2–0 | 1–1 | 1–1 | 0–0 | 1–1 | 2–2 | 0–0 | 0–0 | 0–0 | 2–3 | 1–0 | 2–2 | 1–2 |
| Lyon                | 1–1 | 2–3 | 1–0 | 1–1 | 3–1 | 1–3 | —   | 2–2 | 1–1 | 0–0 | 2–1 | 0–2 | 0–1 | 1–1 | 0–2 | 3–1 | 2–2 | 1–1 | 1–0 | 2–1 |
| Marseille           | 2–0 | 0–0 | 2–1 | 1–1 | 2–0 | 4–1 | 2–1 | —   | 3–2 | 1–0 | 1–1 | 0–1 | 6–1 | 3–1 | 1–0 | 2–0 | 5–0 | 5–2 | 2–1 | 2–1 |
| Metz                | 0–1 | 1–1 | 1–0 | 2–3 | 1–2 | 0–0 | 2–0 | 2–1 | —   | 1–0 | 1–1 | 4–0 | 3–0 | 2–1 | 2–2 | 5–1 | 3–0 | 0–0 | 1–1 | 0–0 |
| Monaco              | 4–0 | 0–0 | 4–2 | 2–0 | 2–1 | 3–0 | 2–1 | 1–0 | 2–0 | —   | 0–0 | 3–1 | 3–1 | 3–1 | 1–0 | 1–0 | 2–1 | 4–0 | 4–0 | 2–1 |
| Montpellier         | 1–0 | 2–0 | 2–0 | 2–0 | 1–2 | 3–0 | 0–2 | 1–1 | 1–0 | 0–0 | —   | 1–0 | 1–0 | 0–0 | 1–2 | 1–0 | 1–1 | 1–1 | 0–1 | 1–3 |
| Nantes              | 2–1 | 1–0 | 1–1 | 5–2 | 3–2 | 4–0 | 1–0 | 0–2 | 0–0 | 1–0 | 6–0 | —   | 2–0 | 1–0 | 0–0 | 1–1 | 2–2 | 0–0 | 4–1 | 3–1 |
| Nîmes               | 1–2 | 0–0 | 1–2 | 0–2 | 1–1 | 0–0 | 2–3 | 1–3 | 2–2 | 0–1 | 0–0 | 1–1 | —   | 0–1 | 1–1 | 1–1 | 2–6 | 0–1 | 1–1 | 2–1 |
| Paris Saint-Germain | 2–0 | 5–0 | 2–0 | 1–0 | 1–1 | 3–0 | 1–1 | 0–1 | 5–1 | 1–0 | 1–0 | 1–0 | 2–3 | —   | 3–1 | 2–0 | 1–1 | 2–0 | 0–0 | 2–0 |
| Saint-Étienne       | 1–0 | 2–1 | 1–1 | 0–0 | 0–0 | 0–0 | 0–0 | 0–2 | 2–0 | 0–0 | 1–0 | 1–0 | 1–0 | 1–2 | —   | 2–0 | 1–2 | 2–0 | 3–2 | 4–2 |
| Sochaux-Montbéliard | 0–3 | 0–1 | 1–0 | 3–2 | 1–1 | 1–0 | 1–0 | 2–2 | 2–0 | 1–2 | 1–1 | 0–1 | 1–1 | 1–3 | 1–0 | —   | 0–0 | 2–1 | 1–0 | 2–1 |
| Strasbourg          | 1–1 | 0–1 | 1–1 | 3–1 | 4–1 | 2–0 | 2–1 | 2–2 | 1–1 | 3–0 | 3–1 | 2–4 | 1–1 | 0–4 | 2–2 | 6–1 | —   | 1–1 | 0–0 | 0–0 |
| Toulon              | 1–2 | 0–0 | 1–1 | 1–2 | 2–2 | 1–0 | 0–0 | 0–0 | 1–0 | 4–5 | 1–0 | 1–3 | 1–0 | 0–2 | 0–0 | 0–4 | 0–2 | —   | 2–0 | 1–2 |
| Toulouse            | 2–1 | 2–0 | 1–1 | 1–0 | 0–0 | 0–0 | 0–0 | 3–1 | 0–0 | 0–2 | 1–3 | 2–0 | 3–0 | 2–2 | 0–0 | 1–0 | 1–1 | 1–1 | —   | 1–2 |
| Valenciennes        | 3–3 | 1–0 | 3–2 | 4–1 | 0–2 | 0–1 | 0–0 | –   | 0–2 | 1–1 | 1–3 | 1–1 | 1–1 | 1–1 | 0–0 | 1–0 | 1–2 | 3–1 | 1–1 | —   |

1. ↑  El partido Valenciennes-Marseille, había finalizado con un marcador de 0-1, sin embargo, posteriormente las autoridades de la liga declararon una derrota para ambos clubes con un resultado definitivo de 0-0

## Promoción de permanencia
| Equipo 1     | Agr. | Equipo 2 | Ida | Vuelta |
| ------------ | ---- | -------- | --- | ------ |
| Valenciennes | 1–3  | Cannes   | 0–2 | 1–1    |

Promovidos de la Division 2, quienes jugarán en la Division 1 1993/94:
- FC Martigues: Campeón de la División 2, ganador de la División 2 grupo A.
- Angers SCO: Subcampeón, ganador de la División 2 grupo B.
- AS Cannes: Tercer lugar, ganador de la eliminatoria de ascenso.

## Goleadores
| #  | Jugador             | Nacionalidad    | Club                   | Goles |
| -- | ------------------- | --------------- | ---------------------- | ----- |
| 1  | Alen Bokšić         | Croacia         | Olympique Marsella     | 23    |
| 2  | Xavier Gravelaine   | Francia         | SM Caen                | 20    |
| 3  | Jürgen Klinsmann    | Alemania        | AS Monaco              | 19    |
| 4  | Rudi Völler         | Alemania        | Olympique Marsella     | 18    |
| 5  | Joël Tiéhi          | Costa de Marfil | Le Havre AC            | 14    |
| 5  | George Weah         | Liberia         | Paris SG               | 14    |
| 7  | Nicolas Ouédec      | Francia         | FC Nantes Atlantique   | 13    |
| 7  | Bernard Ferrer      | Francia         | Toulouse FC            | 13    |
| 9  | Franck Sauzée       | Francia         | Olympique Marsella     | 12    |
| 9  | Youri Djorkaeff     | Francia         | AS Monaco              | 12    |
| 9  | Franck Leboeuf      | Francia         | RC Strasbourg          | 12    |
| 12 | François Omam-Biyik | Camerún         | RC Lens                | 11    |
| 12 | Luboš Kubík         | República Checa | FC Metz                | 11    |
| 12 | Anthony Bancarel    | Francia         | Toulouse FC            | 11    |
| 15 | Zinedine Zidane     | Francia         | Bordeaux               | 10    |
| 15 | Japhet N'Doram      | Chad            | FC Nantes Atlantique   | 10    |
| 15 | Lionel Prat         | Francia         | FC Sochaux-Montbéliard | 10    |
| 15 | Jorge Burruchaga    | Argentina       | Valenciennes FC        | 10    |
| 19 | Gérald Baticle      | Francia         | Auxerre                | 9     |
| 19 | Lilian Laslandes    | Francia         | Auxerre                | 9     |
| 19 | Stéphane Paille     | Francia         | SM Caen                | 9     |
| 19 | Guia Gourouli       | Georgia         | Le Havre AC            | 9     |
| 19 | Rémi Garde          | Francia         | Olympique Lyonnais     | 9     |
| 19 | Jérôme Gnako        | Francia         | AS Monaco              | 9     |